# Bombilla

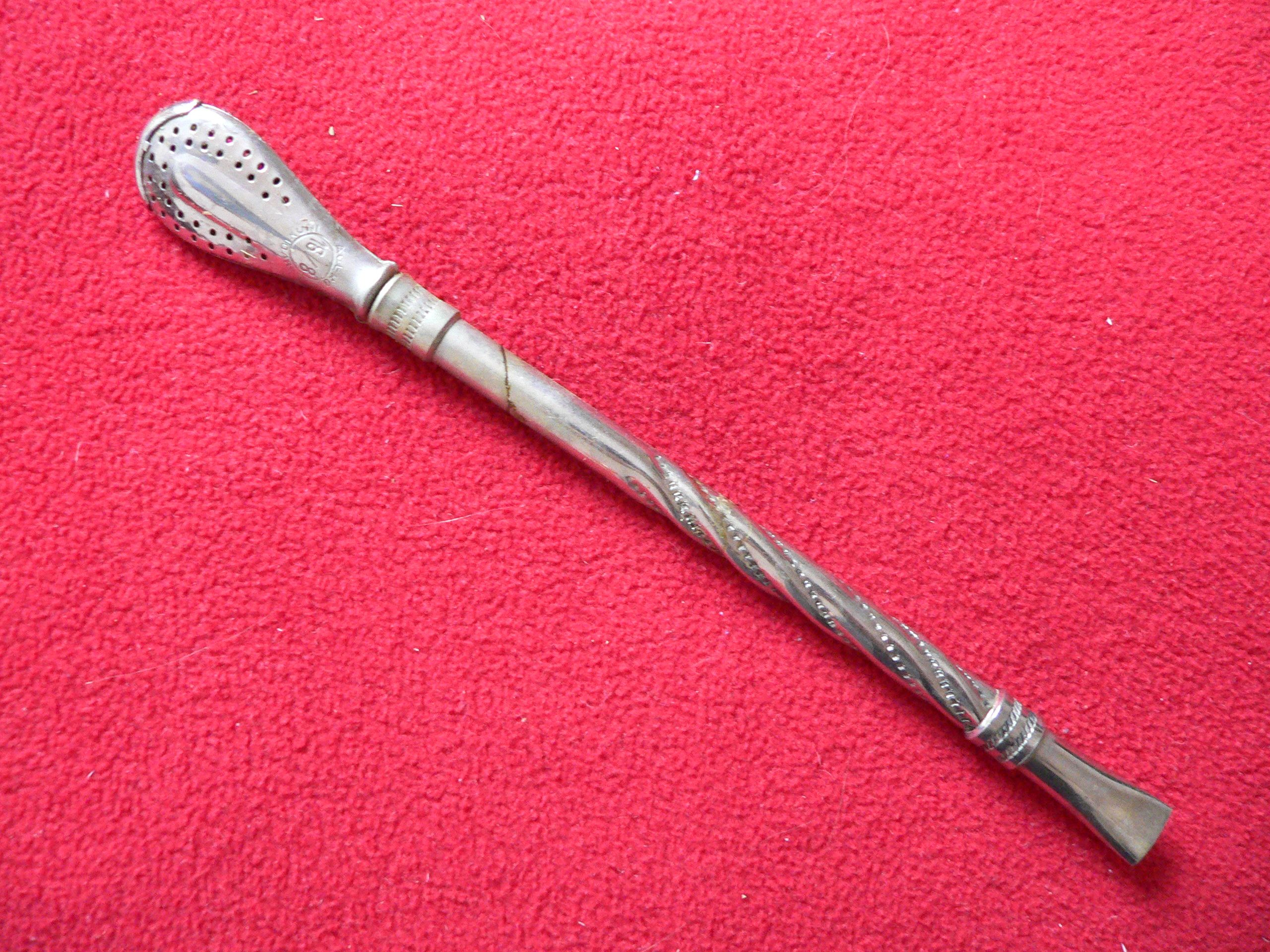
Bombilla.

Bombilla, ihåligt rör, vanligen i metall, med små hål vid ena änden som fungerar som filter. Används traditionellt i Sydamerika när de dricker Yerba mate. Variationer på bombilla i bambu eller trä förekommer också i mindre utsträckning.